# Ittibittium oryza
Ittibittium oryza is een slakkensoort uit de familie van de Cerithiidae. De wetenschappelijke naam van de soort is voor het eerst geldig gepubliceerd in 1876 door Mörch als Cerithium (Bittium) oryza.